# Năsturelu
Năsturelu is een Roemeense gemeente in het district Teleorman.
Năsturelu telt 2785 inwoners.